# Революція 1905—1907
Революція в Російській імперії 1905—1907 (Перша російська революція) — назва подій, що відбувалися протягом періоду з січня 1905 по червень 1907 років у Російській імперії.
Події революції стали наслідком загальнодержавної кризи, яка загострилась на початку ХХ ст., у зв'язку з економічною кризою 1900—1903 та поразкою Російської імперії в російсько-японській війні 1904—1905 років. Безпосереднім каталізатором революційних протестів стали події Кривавої неділі (1905).

## Січень— жовтень 1905
Початок революції поклали події 9(22) січня 1905 у Петербурзі. Цього дня була розстріляна багатотисячна мирна демонстрація робітників, що направлялася до царя з петицією робітників і жителів Санкт-Петербурга, у якій містилося прохання поліпшити умови їхнього життя. Демонстрацію очолював відомий священник Георгій Гапон. Було вбито понад 200 осіб і кілька сотень поранено. Вбивство мирних демонстрантів у столиці отримало назву «Кривава неділя» і викликало хвилю великого обурення у всій імперії. Країною прокотилась хвиля страйків, які охопили й українські міста, зокрема Катеринослав, Харків, Київ, Миколаїв, Одесу. Страйкарі висунули не тільки економічні, а й політичні гасла (особливо у першій половині жовтня 1905).

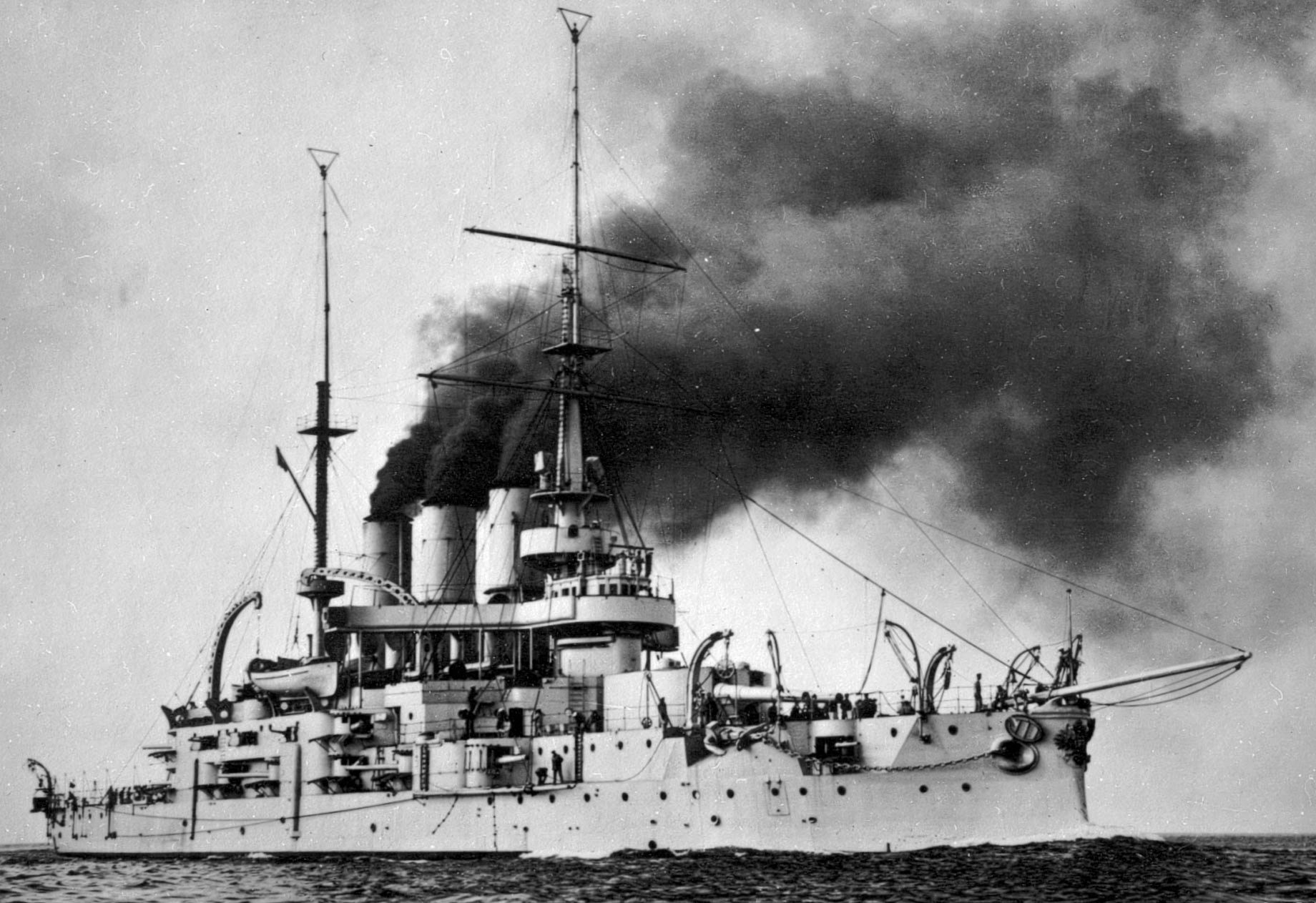
Панцерник “Князь Потьомкін-Тавричеський”

Одночасно з робітничими страйками розгортався і селянський рух: селяни палили поміщицькі маєтки, господарські будівлі, забирали худобу, ділили між собою панські й державні землі. Селянські заворушення у 1905 охопили більш ніж половину всіх повітів України. Широкого розмаху набув і студентський рух — студенти вимагали автономії університетів, брали участь у робітничих мітингах і демонстраціях. Активізували свою діяльність опозиційні політичні сили — від об'єднань земських діячів до соціал-демократів і соціалістів-революціонерів.
Революційні настрої, які охопили армію і флот, посилились внаслідок невдач у війні з Японією та укладення Портсмутського мирного договору 1905, що призвело до втрати Ляодунського п-ва та Південного Сахаліну.
14 червня 1905 р. у одеському порту вибухнуло повстання на панцернику «Потьомкін». Серед керівників повстання були українці Григорій Вакуленчук та Опанас Матюшенко, а серед офіцерів, котрі приєднались до повстання, член РУП Олександр Коваленко. Армія перестала бути надійною опорою самодержавства. Намагання уряду зупинити революцію оголошенням 6 серпня 1905 маніфесту про скликання дорадчої Державної Думи не дали результатів. У середині жовтня країна була охоплена загальним політичним страйком, в якому взяло участь близько 2 млн робітників, із них 120 тис. в Україні. Під час страйку виникли організації класового типу — Ради робітничих депутатів, керівництво якими намагались здійснювати революційні партії — соціал-демократи, есери, анархісти. У ряді міст страйковий рух супроводжувався сутичками з військами. Найбільшого розмаху збройні виступи набули в грудні у Москві, Харкові, Катеринославі, Олександрівську. У Горлівці бойові дії між озброєними робітниками та урядовими військами завершились численними жертвами з обох боків (загинуло бл. 300 робітників).

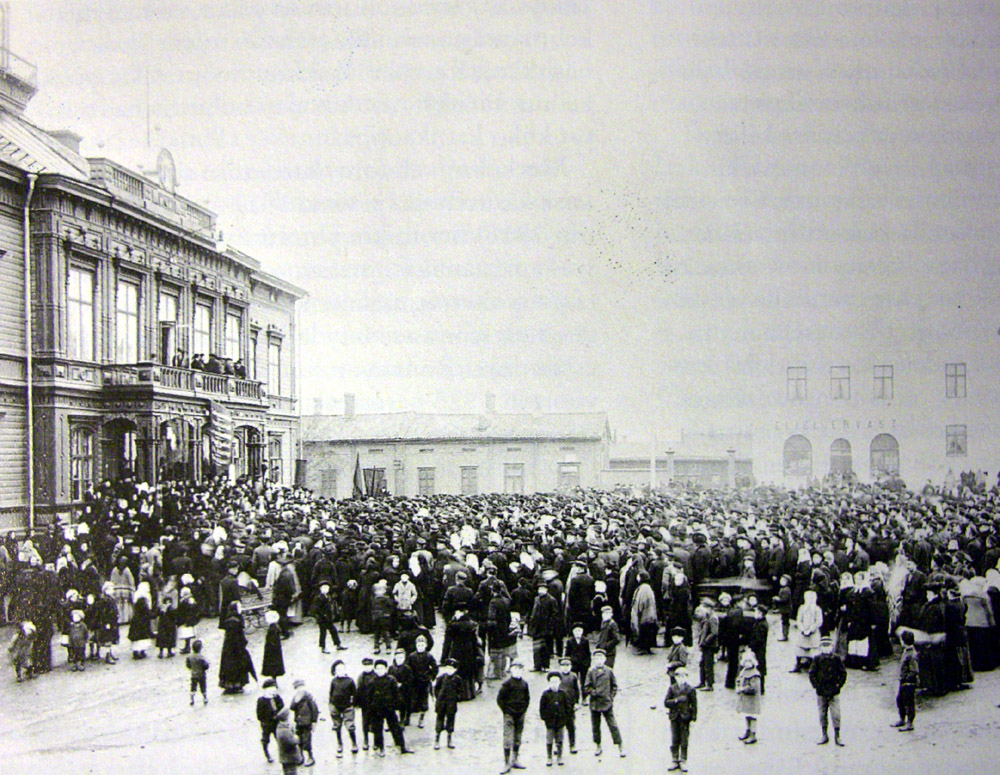
Демонстрація в Якобштаді. Фінляндія. Осінь 1905

Восени 1905 селянський рух охопив понад третину повітів європейської частини імперії. В Україні у жовтні-грудні 1905 селянські виступи відбулися в 64 повітах (із 94). В Україні було зареєстровано близько 300 випадків розгрому поміщицьких маєтків, з них на Лівобережжі — понад 150, на Півдні — понад 100. На придушення селянських заворушень уряд кинув регулярні військові частини і численні підрозділи поліції. Один із найбільших виступів відбувся в грудні 1905 у с. Великі Сорочинці на Полтавщині. У сутичці з каральним загоном там загинуло 63 селянина.
У жовтні-листопаді 1905 відбулись нові заворушення у військових частинах, що розміщувались у Кронштадті, Севастополі, Києві, Полтаві, Харкові, Чернігові, Білій Церкві. В цих умовах імператорський уряд змушений був піти на поступки і Микола ІІ 17(30) жовтня 1905 видав маніфест про вдосконалення державного ладу, в якому проголошувалось надання Державній Думі законодавчих прав (проєкт скликання дорадчої Думи, т. зв. Булигінської, не був реалізований), розширення виборчих прав громадян, демократичні свободи — свободу совісті, друку, зібрань та об'єднань. Однак у своєму ставленні до маніфесту російське суспільство не було єдиним. Отримавши гарантії конституційного правління і готуючись до виборів у Думу, ліберальна опозиція проголосила створення політичних партій — конституційних демократів (кадетів) і «Союз 17 Октября» (октябристів) та намагалась перевести революційний рух на мирний конституційний шлях. Деякі політичні сили, зокрема більшовицька партія, пропагували радикальні методи боротьби з урядом, закликали до збройних виступів (такі відбулись у Москві, Нижньому Новгороді, Красноярську, ін. містах), відмовляючись брати участь у виборах. Активізувались і крайні праві, шовіністичні організації, насамперед «Союз русского народа», які організували ряд антиєврейських погромів, проводили промонархічні та антисоціалістичні демонстрації.

## Маніфест Миколи II від 17 жовтня 1905 року

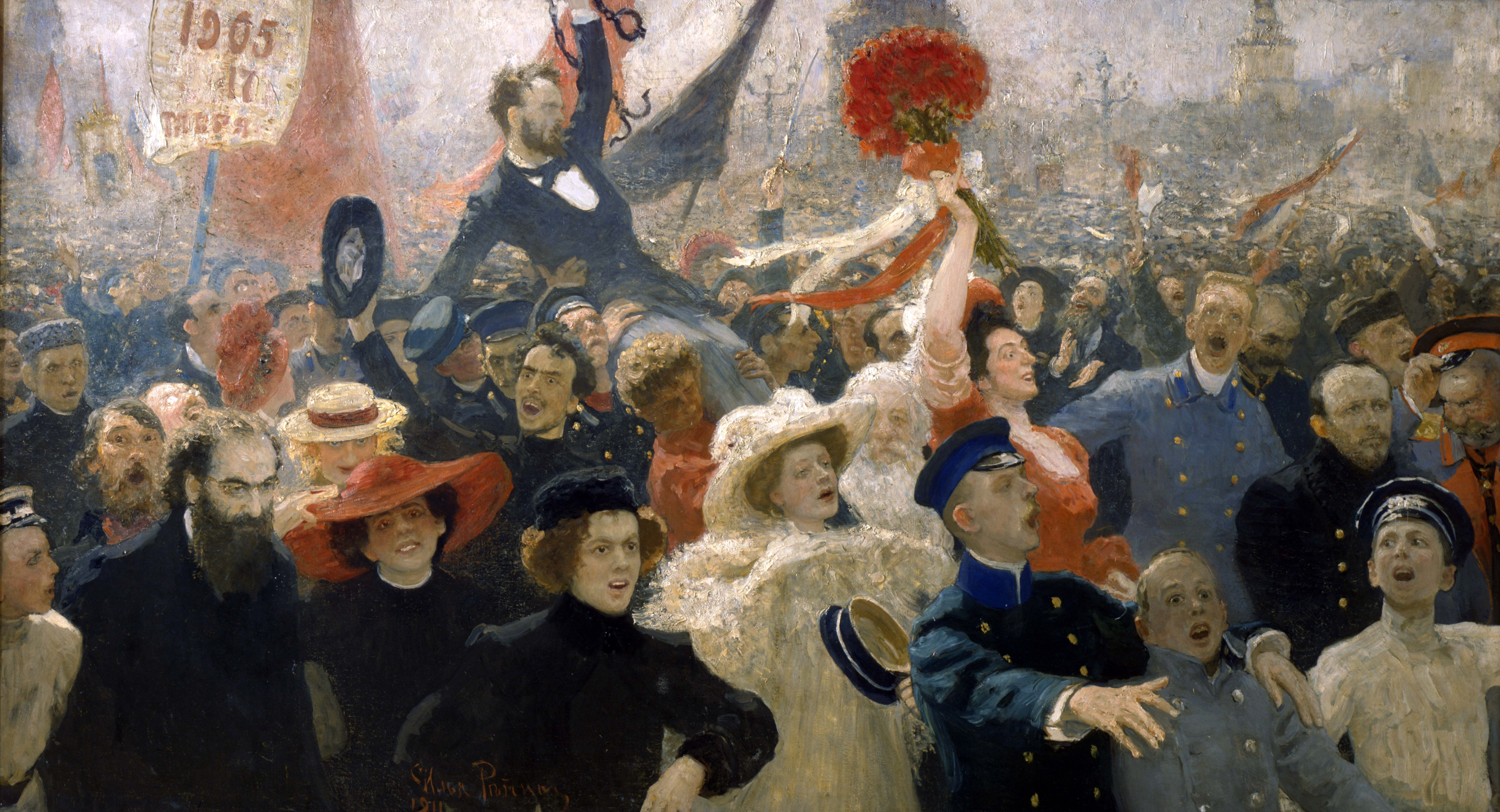
Картина Іллі Рєпіна. Маніфестація 17 жовтня 1905 року.

Маніфест 17 жовтня 1905 сприятливо позначився на розвитку українського національно-визвольного руху. Ще в березні 1905 Російська академія наук надіслала урядові доповідь, де стверджувалось, що українська мова є самостійною слов'янською мовою і рекомендувалося скасувати антиукраїнські розпорядження 1863 й 1876 років (Валуєвський циркуляр та Емський указ). З кінця 1905 почали з'являтись українські періодичні видання. В 1906 у Києві, Харкові, Одесі, Катеринославі, Лубнах та ін. містах України, а також у Петербурзі і Москві виходило 18 українських газет та журналів. Деякі з них, як, наприклад, газета «Громадська думка» (пізніше — «Рада»), незважаючи на переслідування, продовжувала виходити і в наступні роки. Проявом національного руху стало виникнення культурно-освітніх організацій «Просвіта» в Катеринославі, Києві, Одесі, Чернігові, Ніжині, Миколаєві, Полтаві. У їхній роботі активну участь брали відомі діячі культури — Леся Українка, М. Коцюбинський, П. Мирний, М. Лисенко, Б. Грінченко, Д. Яворницький. Товариства «Просвіта» організовували бібліотеки і читальні для населення, налагоджували випуск українською мовою науково-популярної літератури, ставили вистави і концерти тощо. Активізувалась діяльність українських політичних партій. У січні 1905, відколовшись від Революційної української партії, до складу Російської соціал-демократичної робітничої партії на основі окремого статусу, як національна організація, увійшла Українська соціал-демократична спілка. Після виходу з РУП «Спілки» у грудні 1905 була утворена Українська соціал-демократична робітнича партія, яка проголосила себе єдиною правочинною політичною організацією українського пролетаріату. Наприкін. 1905 виникла Українська радикально-демократична партія. Всі українські політичні організації у національному питанні домагались національно-територіальної автономії України у складі Російської держави.

## Україна в період революції 1905—1907 років

### «Кривава неділя» та масові повстання селян, робітників, військових
Події «Кривавої неділі» викликали зливу протесту по всій території Російської імперії, у тому числі й Україні. Почалися масові страйки робітників і селянські повстання по всій території імперії всю весну й літо 1905 р. Робітники вимагали 8-годинного робочого дня, підвищення зарплати, покращення умов життя, повалення самодержавства, селяни боролися за конфіскацію і перерозподіл поміщицької землі. Це була перша народна революція в Російській імперії.
3 ініціативи інтелігенції, яка хотіла організувати стихійний селянський рух, улітку 1905 р. виникла масова політична організація — Всеросійська селянська спілка. В Україні діяло сім губернських, 12 повітових і 120 сільських комітетів Селянської спілки, в яких активно працювали українські діячі — представники земств, політичних партій, кооперативів. На літо-осінь 1905 р. припадає найвище піднесення селянського руху за землю. Місцями події набирали драматичного характеру. Восени відбулося повстання селян у селі Великі Сорочинці, потоплене в крові регулярною кіннотою донських козаків.
В Україні у жовтні — грудні 1905 р. відбулося понад 1800 селянських виступів у 64 повітах (з 94). Всього за 1905 р. в Україні відбулося близько 4 тис. селянських виступів, якими було охоплено 6884 села з населенням понад 5 млн чол. Виступи відбувалися в основному на Лівобережжі і на Півдні України.
Почалися заворушення в армії та на флоті. На Чорному морі повстала команда броненосця «Потьомкін». Захопивши корабель і обравши своє керівництво на чолі з матросами-українцями Матюшенко Панасом Матюшенком та Григорієм Вакуленчуком, команда, яка теж складалася переважно з українців, підійняла червоний прапор і спрямувала корабель до Одеси. Серед офіцерів, які приєдналися до виступу, був і О. Коваленко — один із організаторів і керівників РУП. «He бажаючи здаватися царським властям», екіпаж «Потьомкіна» відплив до Констанци, де попросив політичного притулку в уряду Румунії.
У листопаді 1905 p. y Києві повстав батальйон саперів, керований Борисом Жаданівським. 

### Політичні партії та їх роль у революції
Українські політичні партії були в гущі революційної боротьби. Особливих успіхів досягла Українська соціал-демократична спілка, котра працювала серед селян, залучивши багатьох з них у свої лави, спрямувавши до організованої боротьби. УСДРП теж вела активну боротьбу серед студентів, робітників та інтелігенції, зміцнившись за роки революції. Разом з Бундом вона утворила на Полтавщині загони самооборони від погромів, що чинили «чорні сотні». Утворився також в Україні «Союз автономістів», що являв собою політичну організацію у Російській імперії в 1905—1906, яка виступала за перебудову Росії на засадах національної автономії і федералізму. Створена за ініціативою І. Бодуена де Куртене на з'їзді представників поневолених імперією народів, у тому числі і українців.

### Загальний жовтневий політичний страйк
Кульмінаційною точкою революції 1905 р. став загальний жовтневий політичний страйк, що паралізував державу. У ході виступу, в якому взяло участь 2 млн робітників (120 тисяч в Україні), страйкарі почали створювати власні органи керівництва — Ради робітничих депутатів, що координували революційні дії. Під тиском робітників і селян Микола II змушений був піти на поступки і 17 жовтня видав «Маніфест», яким оголошував політичні свободи, 8-годинний робочий день і обіцяв скликати парламент — Державну Думу, обрану від представників усіх верств населення.
Останнім спалахом революції стало грудневе збройне повстання робітників, що розпочалось у Москві. В Україні особливо запеклі збройні бої відбулись у середині грудня 1905 р. в Донбасі, головним чином, у Горлівці. Але донські козаки, жорстоко розправившись з робітниками, придушили його. Революція поступово пішла на спад, хоча країну потрясали виступи селян і страйки робітників ще до весни 1907 р.

### Вплив революції на український національно-визвольний рух
Революція 1905 р. справила великий вплив на піднесення українського національно-визвольного руху, що на загальнореволюційній хвилі не тільки значно зріс і політизувався, але й вийшов з підпілля, заявивши про себе відкрито перед широкими верствами народу. Ще напередодні революції в Україні загострилася боротьба за легалізацію української мови: земства і міські думи приймали про це ухвали, петиції до уряду писали з'їзди вчених, театральних діячів. Російська Академія наук утворила комісію на чолі із славістом Олексієм Шахматовим, яка рекомендувала уряду зняти обмеження з українського слова. Церковний Синод, щоб посилити пропаганду православ'я, дозволив перекласти і видати українською мовою Біблію.
Зрештою, восени 1905 р. урядом було ліквідовано заборону української мови. I хоча ввозити українські книги з-за кордону і далі не дозволялося, у підросійській Україні розгорнувся широкий видавничий рух, число видавництв сягнуло 17. Серед них найактивнішими стали «Вік», «Час», «Криниця», «Ранок» та ін. Протягом 1905—1907 pp. на Наддніпрянщині виходила 21 українська газета і ще 4 по російських губерніях. Першою ластівкою стала газета «Хлібороб», видана наприкінці 1905 p. y Лубнах. Згодом з'явилися «Рідний край» (Полтава), «Вісті» (Одеса), «Запоріжжя» (Катеринослав), «Слобожанщина» (Харків) тощо. Найбільше українських газет виходило в Києві, де діяли осередки всіх національних партій. Зокрема УРДП, на гроші Василя Симиренка та Євгена Чикаленка, видавала найвпливовіший в Україні часопис «Громадська думка».
Лише тільки впали кайдани нагінок, як український рух став проникати в усі сфери життя і діяльності — у село, школи, культуру, економіку. Яскраве свідчення цьому — поширення кооперативних організацій. У 1907 р. на Харківщині діяло 50 українських кооперативів, на Київщині — 193, на Поділлі — 200. У кожному місті відтепер легально існували громади, українські клуби, читальні. Заохочені загальним піднесенням, професори Микола Сумцов у Харкові та Олександр Грушевський в Одесі розпочали викладати україністику рідною мовою. Наприкінці 1905 — на початку 1906 p. по великих і малих містах України виникають «Просвіти», на зразок галицьких «Просвіт». Але на відміну від останніх, наддніпрянські організації не мали єдиного центру, і кожна діяла окремо. До того ж, вони були надзвичайно політизовані — у них збирались і працювали всі антиімперські сили. На Великій Україні найбільшими стали «Просвіта» у Києві, Чернігові, Полтаві, Одесі, Кам'янці-Подільському. Виникли вони на Волині, Холмщині, Кубані, у Казахстані, Баку, Владивостоці. У роботі «Просвіт» брали активну участь передові національні демократичні діячі того часу — Панас Мирний (Полтава), Леся Українка, Микола Лисенко (Київ), Михайло Коцюбинський (Чернігів).
Перша «Просвіта» на Наддніпрянщині утворилась наприкінці 1905 р. в Катеринославі — місті, що вже мало певні національні традиції. Саме тут Олександр Кониський з однодумцями вирішив заснувати у Львові Товариство імені Т. Шевченка, саме тут створив музей запорозького козацтва і поселився на постійне проживання видатний історик Січі Дмитро Яворницький. Він, разом з учнем В. Антоновича А. Синявським, місцевим істориком Василем Бідновим та з іншими діячами української культури, створили «Просвіту» й розпочали видавати її орган — газету «Добра порада», яку, щоправда, невдовзі влада закрила. З часом Катеринославська «Просвіта» утворила близько десятка філій по селах губернії. В умовах колоніальної політики російської монархії діяльність «Просвіт» стала значним визвольним протестом, проявом прагнення народу до національної і культурної свободи. Більшість «Просвіт» перебувала під свідомим українофільським впливом, а тому вони відіграли велику прогресивну роль у розвитку культури. Просвітяни друкували українські книги, влаштовували концерти, вечори, організовували театральні трупи та вистави, відкривали бібліотеки, недільні школи, ширили кооперативний рух.

### Вибори до І, ІІ Державної дум та їх розпуск
На початку 1906 р. в Російській імперії пройшли перші вибори до парламенту — Державної думи першого скликання. Проходили вони в умовах спаду революції, гострої політичної боротьби та урядових проскрипцій. Українські соціалістичні та радикальні національні партії не взяли участі у виборах, намагаючись розпалювати революцію далі. Тільки Радикально-демократична партія взяла участь у виборах, завоювавши кілька думських місць. У цілому ж з України було обрано 95 делегатів, в основному від російських партій, з яких 63 українці, 22 росіянина, 5 поляків, 4 євреї та 1 німець. Серед них були дворяни, священики, селяни й різночинці. 44 українські депутати, для обстоювання спільних вимог, об'єдналися в українську парламентську громаду, яку хотіли поступово перетворити на партію. До парламентської громади приєдналася також місцева петербурзька українська громада. Зі Львова до російської столиці прибув Михайло Грушевський і очолив діяльність громади. Він прагнув об'єднати представників різних груп і партій в єдиному русі, вирвати їх із полону міжфракційної боротьби і вивести на шлях поступу до єдиної мети. Щоб інформувати маси про діяльність української думської громади, М. Грушевський узявся редагувати і видавати журнал «Украинский вестник».
Українська парламентська громада підготувала маніфест з вимогою автономії України з наміром зачитати його в Думі й добиватися здійснення. Але, у розпал розгортання роботи, імператор розпустив парламент і Оголосив вибори до II Думи. На знак протесту проти дій уряду Миколи ІІ депутати виїхали до Виборгу і прийняли там ухвалу, спрямовану проти імперського уряду. Під документом стояли підписи й українських послів. За це їх судили й позбавили права участі у виборах до II Думи. Вибори до неї пройшли теж у великому напруженні. Депутати від України й у ній утворили парламентську громаду з 47 осіб, яка розпочала випуск газети «Рідна справа». У ній парламентарі пояснювали, що боротьба за кращу долю України є «рідною справою» всіх, хто в ній живе.
Парламентська громада II Думи створила комісію, котра підготувала низку законопроєктів про введення української мови у школах, вузах, адміністративних установах, про відкриття українських кафедр, про автономію та місцеве самоуправління. Переляканий радикальністю депутатів II Думи, імператор через 103 дні розігнав і її, кардинально змінивши виборчий закон на користь поміщиків. У III і IV Думах уже не можна було творити української громади і боротись за якісь права України та українців, хоча й у них були депутати-українці.

## Спад та завершення революції січень 1906— 3 червня 1907

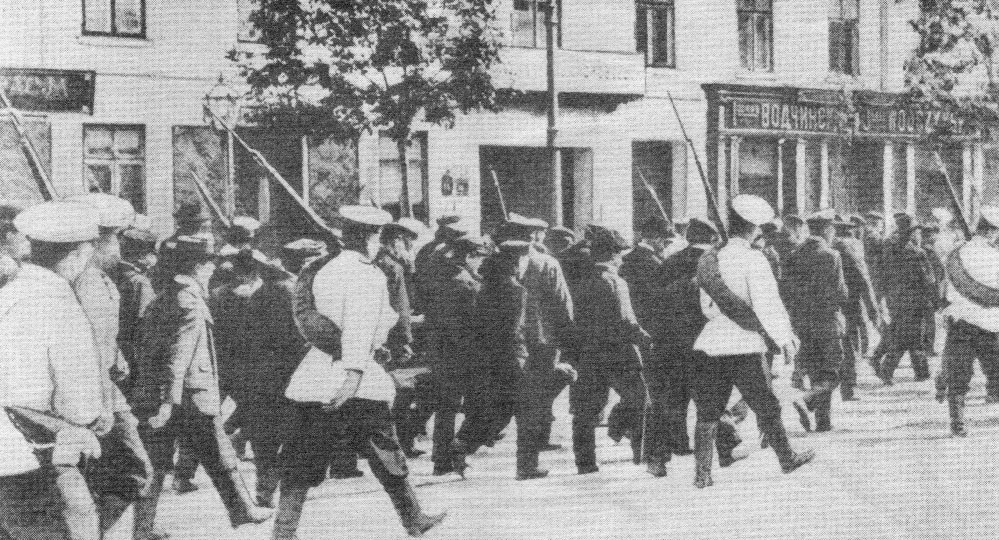
1906 рік.

У грудні 1905 був опублікований виборчий закон, на основі якого наприкінці лютого — на початку березня 1906 відбулися вибори до І Державної Думи, що проходили в умовах урядових репресій. Ліві партії бойкотували вибори. Найбільше місць (34 % від загального числа членів Думи) здобула партія кадетів. Впливовою була група селянських депутатів, які об'єднались у фракцію трудовиків. Діяльність Думи тривала лише 72 дні-з 27.4(10.5) до 9(22). 7. 1906. У І Думу від України було обрано 102 депутати. Частина з них об'єдналась в Українську парламентську фракцію, яка налічувала 44 члени, її головою обрано адвоката з Чернігова І. Шрага; серед членів були В. Шемет та П. Чижевський — від Полтавщини, М.Біляшівський та Ф. Штейнгель — від Києва, А. В'язлов — від Волині. Друкованим органом фракції став «Украинский вестник» (редактор -М. Славинський, секретар -Д. Дорошенко). Українська фракція І Державної Думи звернула особливу увагу на аграрне й національне питання. Зокрема, вона виробила проєкт засад автономії, який через розпуск Думи не було винесено на обговорення.
II Державна Дума, вибори до складу якої відбувались у січні-лютому 1907, виявилась ще більше лівою та опозиційною, ніж перша. 20.2.(5.3).1907 нова Дума розпочала свою роботу. Як і раніше, в центрі уваги стояло аграрне питання, навколо якого і розгорілась гостра боротьба. Уряд не бажав робити жодної поступки в аграрному питанні і припинив його обговорення. У II Думі 47 депутатів від України об'єднались в Українську громаду, яка видавала часопис «Рідна справа — Думські вісті» (офіц. ред. — о М.Хотовицький і С.Нечитайло, фактичний — В.Доманицький). У відозві українських делегатів підкреслювалось, що метою їхньої діяльності є «реорганізація правління в дусі національної територіальної автономії всіх частин Російської імперії…». Українська фракція готувала ряд законопроєктів у земельній, робітничій та освітніх справах. 3.(26).6.1907 імператорським маніфестом II Дума була розпущена. Одночасно змінено положення про вибори, що порушувало жовтневий маніфест «Основні державні закони Російської імперії». 

## Етапи
Три етапи революції:
I етап (Кривава неділя — жовтень 1905)
- Страйки;
- селянські виступи;

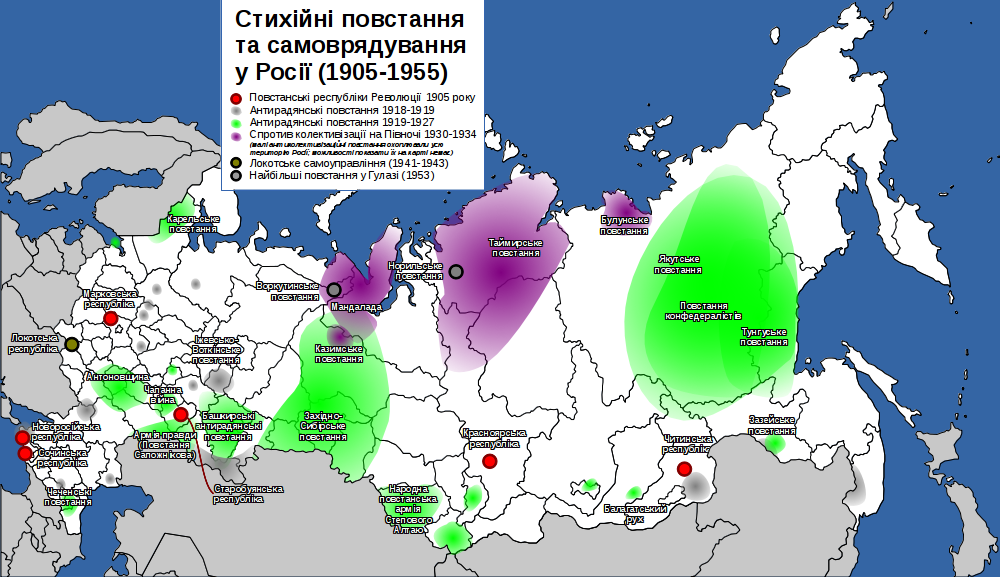
Повстанські республіки 1905 року на карті повстань першої половини ХХ ст. у Російській імперії

- повстання на броненосці «Потьомкін».

II етап (Маніфест Миколи II від 17 жовтня 1905 року — 10 грудня)
- Робітничі страйки та мітинги;
- утворення Рад робітничих та селянських депутатів;
- виступи на флоті, повстання крейсера «Очаків» під проводом лейтенанта Шмідта;
- повстання саперів (Б. Жаданівський).

III етап (січень 1906 — 3 червня 1907)
- Спад та завершення революції.